# Гідроксид нікелю

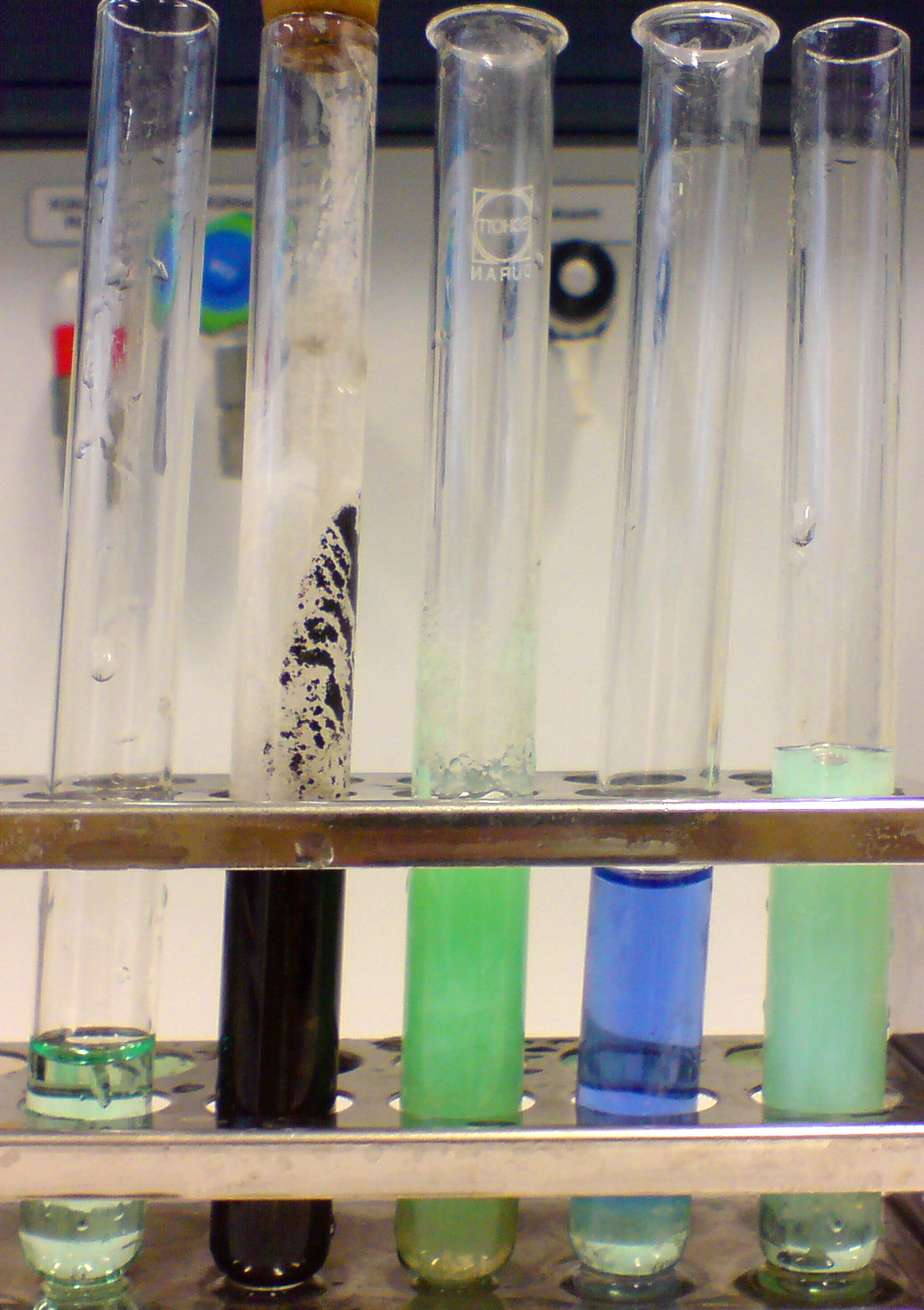
Пробірка посередині містить осад гідроксиду нікелю (II)

Гідрокси́д ні́келю (II) неорганічна сполука з формулою Ni(OH)2. Це світло-зелена тверда речовина, яка розчиняється при розкладанні в аміаку та амінах і атакується кислотами. Він є електроактивним, перетворюючись на гідроксид окислу Ni (III), що веде до широкого застосування в акумуляторних батареях.

## Властивості
Гідроксид нікелю(II) має два добре охарактеризовані поліморфи, α і β. Структура α складається з шарів Ni(OH)2 із проміжними аніонами або водою. Форма β приймає гексагональне щільне пакувння структури іонів Ni2+ та OH-. У присутності води поліморф α типово перекристалізується до β-форми. Крім поліморфів α та β описано кілька γ гідроксидів нікелю, які відрізняються кристалічними структурами із значно більшими міжрядковими відстанями.
Мінеральна форма Ni(OH)2, теофраститу, вперше була ідентифікована у регіоні Верміон на півночі Греції в 1980 році. В прирді він зустрічається, як напівпрозорий смарагдово-зелений кристал, сформований у тонких слоях біля меж кристалів ідокраси або хлориту. Нікелево-магнієвий варіант мінералу (Ni, Mg)(OH)2 раніше був виявлений в Хагдейлі на острові Унст в Шотландії.

### Отримання
Дія концентрованих лугів на розчин солей двовалентного нікелю:
{\displaystyle {\ce {NiSO4 + 2NaOH = Ni(OH)2 + Na2SO4}}}
{\displaystyle {\ce {NiCl2 + 2NaOH=Ni(OH)2 + 2NaCl}}}

### Фізичні властивості
Гідроксид нікелю - утворює світло-зелені кристали тригональної сингонії,просторова група P 3m1, параметры ячейки a = 0,3117 нм, c = 0,4595 нм, Z = 1.

## Реакції
Гідроксид нікелю(II) часто застосовується в акумуляторах електричних автомобілів. Зокрема, Ni(OH)2 легко окислюється до оксигідроксиду нікелю, NiOOH у поєднанні з реакцією відновлення, часто гідриду металу (реакції 1 і 2).
Реакція 1 Ni(OH)2 + OH - → NiO(OH) + H2O + e -
Реакція 2 M + H2 O + e - → MH + OH -
Чиста реакція (в H2O) Ni(OH)2 + M → NiOOH + MH
Реакція розкладу: {\displaystyle {\ce {Ni(OH)2 ->[t] NiO + H2O}}}
З кислотами: {\displaystyle {\ce {Ni(OH)2 + 2HCl =NiCl2 + 2H2O}}}
З лугами з утворенням комплексних солей : {\displaystyle {\ce {Ni(OH)2 + 2NaOH ->Na2 {[Ni(OH)4]}v}}}  тетрагідроксонікелат (II) натрію
Є відновником: {\displaystyle {\ce {2Ni(OH)2 + Cl2 + 2KOH = 2Ni(OH)3 + 2KCl}}}
З двох поліморфів α-Ni(OH)2 , що теоретично має більш високу здатність, і тому, як правило, вважається кращим в електрохімічному застосуванні. Однак він перетворюється на β-Ni(OH)2 у лужних розчинах, що призводить до багатьох досліджень щодо можливості стабілізації електродів α-Ni (OH) 2 для промислового застосування.

## Синтез
Синтез тягне за собою обробку водних розчинів солей нікелю(II) гідроксидом калію.

## Токсичність
Іон Ni2+ — відомий канцероген. Токсичність та пов'язані з цим проблеми безпеки спричинили дослідження підвищення енергетичної щільності електродів Ni (OH)2, таких як додавання гідроксидів кальцію або кобальту.

## Умови зберігання
Місце зберігання повинно бути якомога ближче до лабораторії, в якій будуть використовуватися канцерогени, щоб перевозити лише невеликі кількості, необхідні для дослідів.